# تاريخ الملاريا

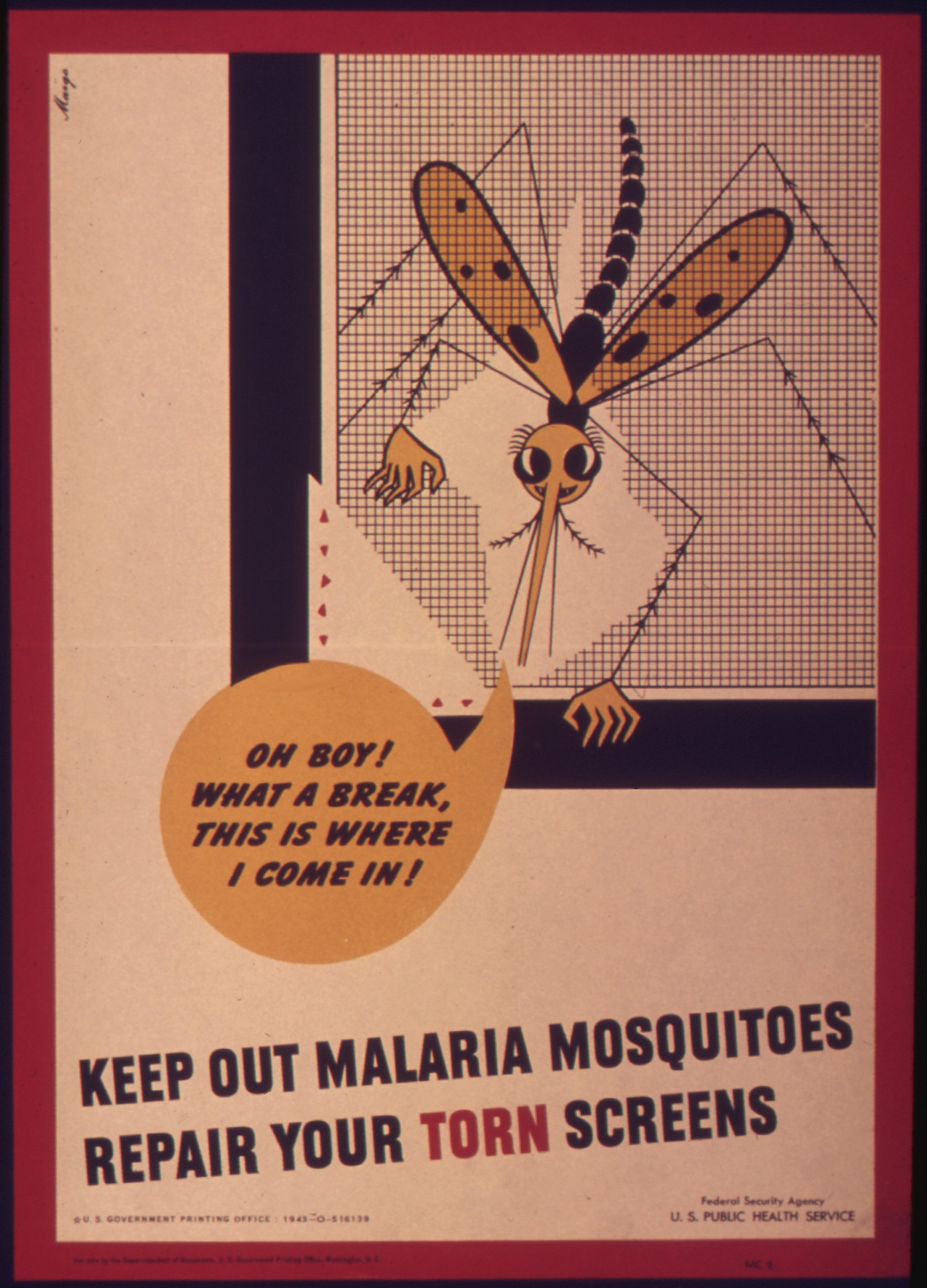
مُلْصَق الحرب العالمية الثانية «صلح حجاب نافذتك الشبكي الممزق وإطرد بعوض الملاريا». خدمة الصحة العامة بالولايات المتحدة, 1941-45

تاريخ الملاريا (بالانجليزية: History of malaria) يمتد تاريخ الملاريا من منشأها قبل التاريخ كمرض حيواني المصدر يصيب رّئِيسات أفريقيا خلال القرن 21. وهو مرض شديد الانتشار يسبب العدوى للبشر ومميت فعلياً. وقد اجتاحت الملاريا في أوجها كل القارات عدا القارة القطبية الجنوبية. وقد جعل العلم والطب هدفهم الرئيسي هو ايجاد العلاج له والوقاية منه لمئات السنين. منذ اكتشاف الطفيليات المسببة للمرض تركزت كل الأبحاث على بيولوجية تلك الطفيليات وكذلك البعوض الناقل لها.
قد تم ايجاد مراجع مسجلة عبر التاريخ منذ عام 2700 قبل الميلاد في الصين تتحدث عن حمى الملاريا الفريدة والدورية.
لآلاف السنين تم استخدام العلاجات العشبية التقليدية لعلاج الملاريا. وكان أول علاج فعال في معالجة الملاريا مستخرجاً من لحاء شجرة الكينا الذي يحتوي على مادة الكينين. بعد اكتشاف الصلة بين البعوض والطفيليات المسببه للمرض في أوائل القرن العشرين، تم البدء باستخدام اجراءات التحكم بالبعوض مثل: الاستخدام الواسع لمبيد الحشرات د.د.ت (DDT) وتجفيف وصرف المستنقعات وتغطية أو تزييت سطح مصادر الماء المفتوحة والرش الموضعي للأماكن المغلقة واستخدام الناموسيات المشبَّعة بالمبيدات. وتم وصف الكينين بشكل وقائي في المناطق الموطونة بالملاريا وكذلك أستخدمت أدوية جديدة أخرى كالكلوروكين والأأرتيميسينين لمقاومة المحنة. اليوم، تُضاف مادة الأرتيميسينين لكل دواء يستخدم في علاج الملاريا. وقد قلت الوفيات في أفريقيا إلى النصف بعد استخدام الأرتيميسينين كعلاج يُقَدَم مع أدوية أخرى.
فاز الباحثون في مرض الملاريا بالعديد من جوائز نوبل لإنجازاتهم، على الرغم من أن المرض مازال يصيب حوالي 200 مليون مريض مسبباً في وفاة أكثر من 600.000 مريض كل سنة.
كانت الملاريا أكثر المخاطر الصحية التي واجهت قوات الولايات المتحدة الأمريكية في المحيط الهادي الجنوبي أثناء الحرب العالمية الثانية حيث تمت اصابة حوالي 500.000 رجل. وفقاً لجوزيف باتريك براين «توفي 60.000 جندي بسبب الملاريا خلال حملاتهم في أفريقيا والمحيط الهادي الجنوبي».
اقترب القرن العشرين من نهايته، وظلت الملاريا مرضاً مستوطناً في أكثر من 100 دولة عبر المناطق الإستوائية والشبه استوائية منها مناطق كبيرة من مركز وجنوب أمريكا والهيسبانيولا (هايتي وجمهورية الدومينيكان) وأفريقيا والشرق الأوسط وشبه القارة الهندية وجنوب شرق آسيا وأيضاً المنطقة الأقيانوسية. أدت مقاومة المُتَصَوِّرَات (Plasmodium) للأدوية المضادة للملاريا وكذلك مقاومة البعوض للمبيدات الحشرية بالإضافة إلى اكتشاف الفصائل حيوانية المنشأ للطفيل إلى تعقيد إجراءات كبح المرض.

## المنشأ وفترة ما قبل التاريخ

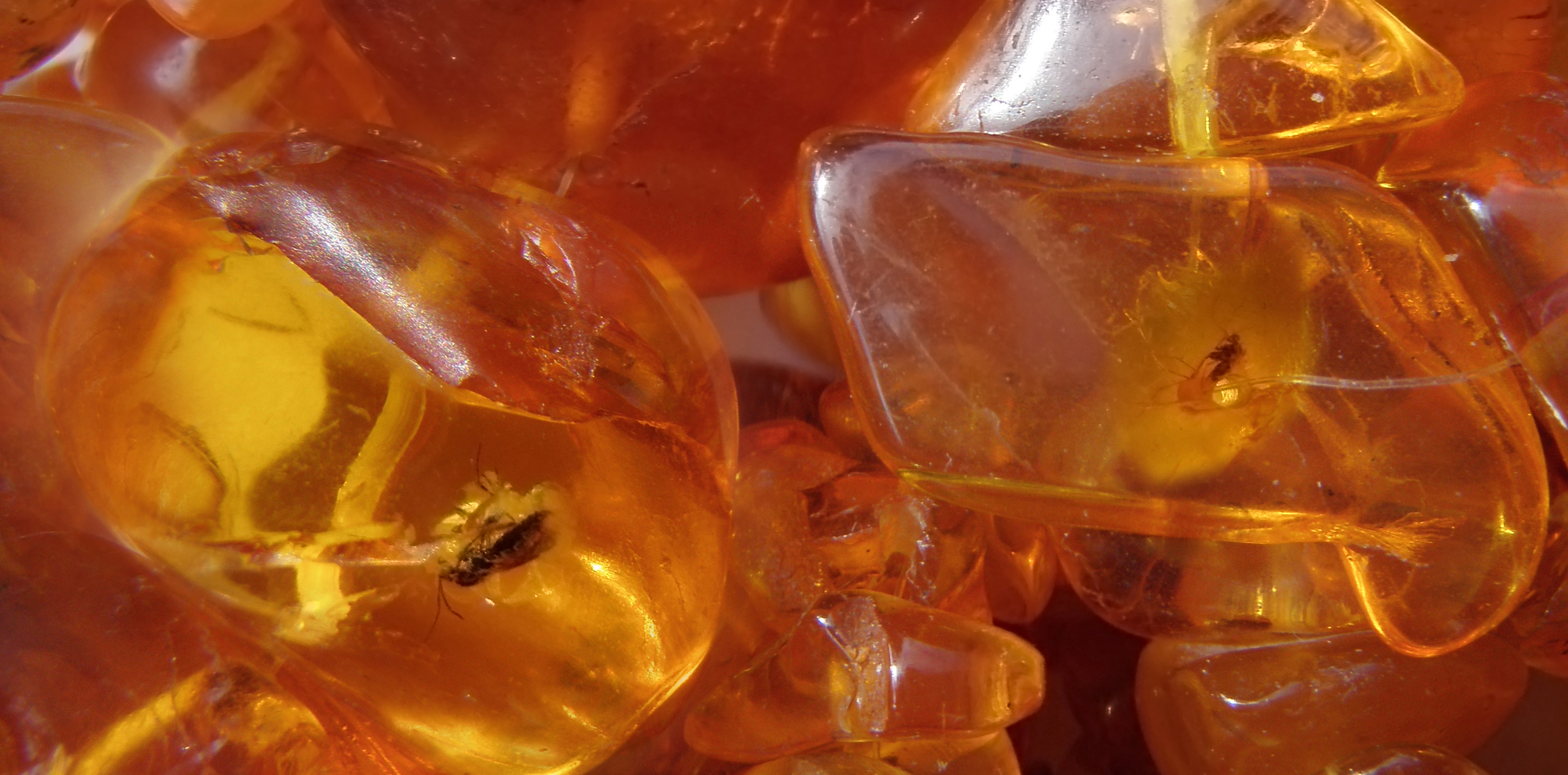
البعوضة والذبابة في عقد من الكهرمان البلطيقي يبلغ عمره 40 و60 مليون سنة

وُجِد أول دليل على طفيليات الملاريا في بعوض محفوظ في الكهرمان من فترة الباليوجين والذي يقدر عمره بثلاثين مليون سنة. من المحتمل أن تكون الملاريا التي تصيب الإنسان قد نشأت في أفريقيا ثم تطورت مع مضيفيها من البشر والبعوض والرّئِيسات غير الإنسان. تتنوع بروتوزوا (أوليات) الملاريا إلى بروتوزوا الرئيسات والقوارض والطيور وسلالات الزواحف المضيفة. يمكن أن يكون الإنسان قد التقط المتصورة المنجلية(Plasmodium falciparum) من الغوريلات. كذلك يمكن أن تكون المُتَصَوِّرَةُ النَّشيطَة (P. vivax)، وهي نوع آخر من فصائل المتصورات ومن بين الستة متصورات التي يمكنها إصابة الإنسان، قد نشأت عند الغوريلا والشمبانزي الأفريقي. مؤخراً تم اكتشاف قدرة فصيلة أخرى من الملاريا على إصابة الإنسان بالعدوى تسمى المتصورة النولسية (P. knowlesi) نشأت من قرود المكَّاك الآسيوية. بينما تتميز المتصورة الملارية (P. malariae) بأنها ذات مُضيف محدد وهو الإنسان، وهناك بعض الأدلة بأنها تسبب عدوى ذات مستوى منخفض وبلا أعراض ولكن دائمة بين الشمبانزي البري.
منذ حوالي 10.000 سنة، بدأت تؤثر الملاريا تأثيراً عظيماً على بقاء الإنسان متزامنةً مع بداية الزراعة أثناء ثورة العصر الحجري الحديث. وتشتمل عواقب ذلك على الانتقاء الطبيعي لأمراض مثل: فقر الدم المنجلي والثلاسيميا وأنيميا الفول (G6PD Deficiency أو Favism) ومرض إهْليلَجِيَّات جنوب شرق آسيا وكَثْرَةُ الكُرَيَّاتِ الإِهْليلَجِيَّة وفقد مستضد جيربيش (جليكوفورين س أو glycophorin C) وفقد المستضد دافي على كرات الدم الحمراء؛ لأن أمراض الدم تلك مُنِحَت ميزات انتقائية ضد عدوى الملاريا (الانتقاء المُوازِن أو balancing selection). وقد كانت الثلاثة أنواع الرئيسية للمقاومة الجينية الموروثة (فقر الدم المنجلي والثلاسيميا وأنيميا الفول) متواجدة بالفعل في عالم البحر الأبيض المتوسط وقت الإمبراطورية الرومانية، حوالي من 2000 سنة مضت.
أكدت الوسائل الجزيئية الانتشار الواسع لملاريا المتصورة المنجلية في مصر القديمة. وقد كتب المؤرخ الإغريقي القديم هيرودوت، أنه كان يُقَدَم إلى بناة الأهرامات المصرية (تقريبا عام 1700-2700 قبل الميلاد) كميات كبيرة من الثوم؛ ربما لحمايتهم من الملاريا. سنفرو مؤسس الأسرة الرابعة، والذي حكم في الفترة 2613-2589 قبل الميلاد، استخدم الناموسية كحماية من البعوض. كانت كليوباترا السابعة، الفرعون الأخير لمصر القديمة، أيضاً تنام تحت الناموسية. ومع ذلك، سواء كانت الناموسية تستخدم لغرض الحماية من الملاريا أو لغرض دنيوي آخر كتجنب إزعاج قرصات البعوض، فإنها لم تكن معروفة. وقد تم التأكيد على تواجد الملاريا في مصر فترة 800 قبل الميلاد تقريبا باستخدام طرق معتمدة على الدي أن إيه (الحمض النووي الصبغي أو DNA).

## الفترة الكلاسيكية

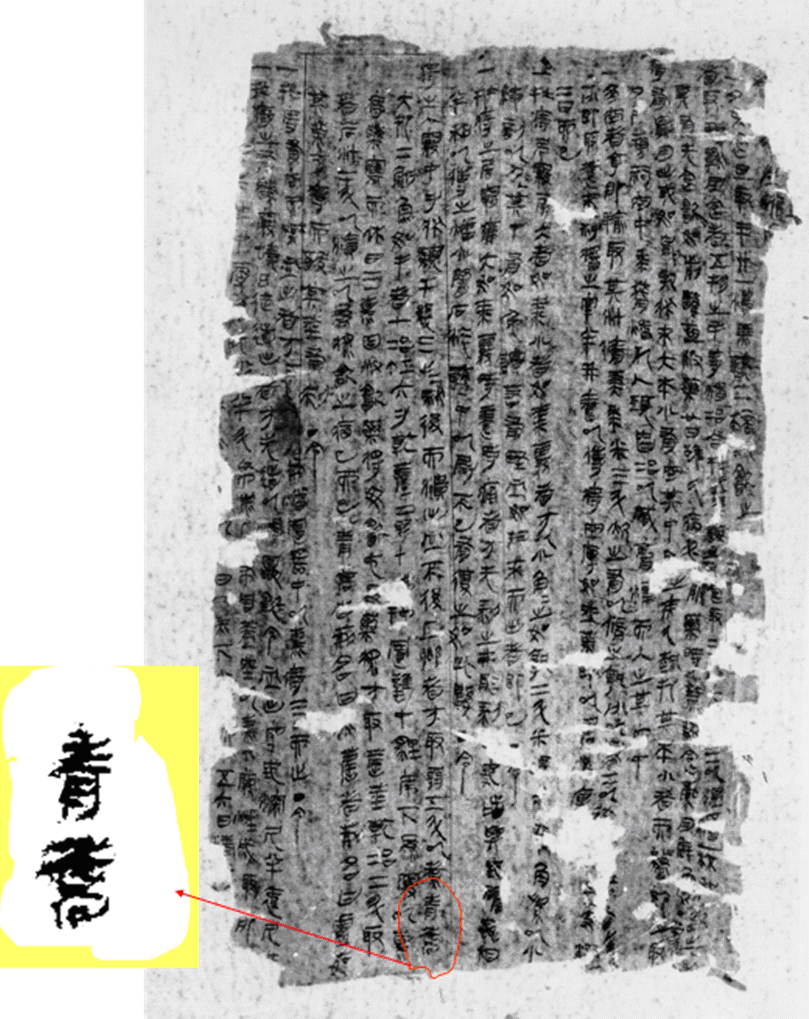
أول ذِكْر لتشينغ هاو Qing-hao 青蒿 في وصفات لعلاج 52 نوع من الأمراض وجدت في وثيقة حريرية اكتِشفَت في موقع مقابر ماوانغدوي هان مواندجوي

أصبحت اليونان القديمة على دراية واسعة بالملاريا في حوالي القرن الرابع قبل العصر الحالي، وأنها متورطة في النقص السكاني في العديد من المدن. المصطلح μίασμα (مصطلح يوناني بمعنى ميازما): «التلوث»، الذي وضعه أبقراط من جزيرة كوس والذي استخدمه لوصف الأبخرة الخطرة المنبعثة من الأرض والتي تنقلها الرياح وتسبب أمراضاً خطيرة. وقد ربط أبقراط (460-370 قبل عصر المسيح) «أبو الطب» تواجد الحمى المتقطعة بالأوضاع المناخية والبيئية وصنف الحمى وفقاً لدوريتها: .Gk: حمى الثلث أو تريتيوس بيريتوس \.L: حمى الثلث أو فيبريس تيرتيانا (حمى كل ثالث يوم)، و.Gk: حمى الربع أو تيتارتايوس بيريتوس \.L: حمى الربع أو فبريس كوارتانا (حمى كل رابع يوم).
هوانغدي نيجين الصيني (وهو نص طبي قديم للإمبراطور الأصفر) مؤرخ من 300 قبل عصر المسيح -200 من عصر المسيح، يشير فيما يبدو إلى الحمى الدورية الإنتيابية التي يصاحبها تضخم الطحال وميل لحدوث الأوبئة. حوالي 168 قبل عصر المسيح، تم استخدام العلاج العشبي تشينغ هاو (青蒿) الشيح الحولي (Artemisia annua) في الصين لعلاج بواسير النساء (Wushi'er Bingfang التي تترجم ل «وصفات لعلاج 52 نوع من الأمراض» المكتشفة في ماوانغدوي). قام قه هونغ (Ge Hong) بوصف تشينغ هاو لأول مرة لعلاج نوبات الحمى المتقطعة الحادة كعلاج فعال في القرن الرابع، المخطوطة الصينية تشو هوى بى جي فانغ (Zhou hou bei ji fang) التي تترجم عادة إلى «وصفات طارئة محفوظة في كمٍ واحد». كانت توصية قه هونغ هي أن يتم نقع نباتات الشيح الحولي الطازجة في الماء البارد ثم تُعصر ليُشرَب العصير المرالناتج بحالته هذه دون اضافات.
تشير الحمى الرومانية إلى الفصيلة المميته من الملاريا التي أصابت الحملة الرومانية ومدينة روما خلال عهود متنوعة من التاريخ. ربما كانت للحمى الرومانية أثناء القرن الخامس بعد الميلاد اسهاماً في سقوط الإمبراطورية الرومانية. الأدوية الكثيرة التي وصفها ديسقوريدوس في كتابه المواد الطبية (De Materia Medica) للتقليل من حجم الطحال، يُقتَرَح بأنها كانت استجابة للملاريا المزمنة في الإمبراطورية الرومانية.
عام 835, تم نقل الاحتفال بعيد جميع القديسين (Hallowmas) من شهر مايو إلى نوفمبر بناءاً على طلبٍ من البابا غريغوري الرابع، وذلك بحجة أن «روما في الصيف لم تستطيع استيعاب العدد الكبير من الحجاج الذين توافدوا إليها» وربما بسبب اعتبارات الصحة العامة المتعلقة بالحمى الرومانية التي أخذت أرواح الحجاج في فصول الصيف شديدة الحرارة في المنطقة.

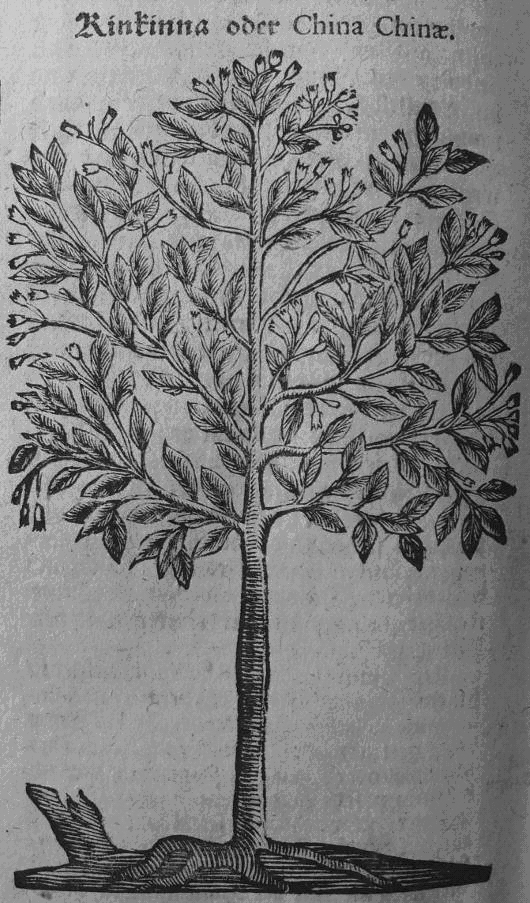
شجرة الكينا بواسطة ثيودور زوينجر, 1696

## العصور الوسطى
أثناء العصور الوسطى، علاجات الملاريا (وأمراض أخرى) اشتملت على التقيؤ وبتر الأطراف وإراقة الدم وثقب الجمجمة. في تلك الفترة، استخدم الأطباء والجراحون الأدوية العشبية مثل البيلادونا (ست الحسن) لتخفف من آلام المصابين.

### النهضة الأوروبية
الاسم ملاريا مشتق من مال آريا («الهواء الفاسد» في القرون الوسطى الإيطالية). وقد أتت هذه الفكرة من القدماء الرومان الذين اعتقدوا أن ذلك المرض أتى من الأبخرة الفظيعة الصادرة من المستنقعات. كلمة «ملاريا» لها جذور في نظرية ميازما، كما وصفها مؤرخ ومُستَشار فلورنسا ليوناردو بروني في كتابه تاريخ شعب فلورنسا XII الذي كان أول مثال رئيسي للكتابات التاريخية للنهضة.

Avuto i Fiorentini questo fortissimo castello e fornitolo di buone guardie, consigliavano fra loro medesimi fosse da fare. Erano alcuni a' quali pareva sommamente utile e necessario a ridurre lo esercito, e massimamente essendo affaticato per la infermità e per la mala ariae per lungo e difficile campeggiare nel tempo dell'autunno e in luoghi infermi, e vedendo ancora ch'egli era diminuito assai per la licenza conceduta a molti pel capitano di potersi partire: perocchè, nel tempo che eglino erano stati lungamente a quello assedio, molti, o per disagio del campo o per paura d'infermità, avevano domandato e ottenuto licenza da lui (Acciajuoli 1476).
بعد أن غزى الفلورنسيون هذا الحصن، وبعد أن وضعوا حراساً جيدين عليه، بدأوا يتناقشون فيما بينهم حول كيفية المتابعة. لبعض منهم كان الأفضل والأهم هو تقليص الجيش، بالأحرى لأنه كان منهكاً بشدة من المرض والهواء الفاسد وكذلك بسبب المخيمات المطولة والشاقة في أماكن غير صحية وفي فصل الخريف. حتى أنهم (الفلورنسيون) وضعوا في اعتبارهم أن الجيش قد نقص في أعداد الجنود وبالاخص بسبب تصريحات المغادرة التي منحها الضباط للعديد من الجنود. في الواقع، أثناء الحصار، العديد من الجنود طالبوا وحصلوا على تصريح بالمغادرة بسبب مشاق التخييم والخوف من المرض [مترجم من إيطالية العصور الوسطى، اللهجة التوسكانية].
سقطت السهول الساحلية لجنوب إيطاليا من الأهتمام العالمي عندما توسعت الملاريا في القرن السادس عشر. في نفس الوقت تقريباً، الوفيات في المستنقعات الساحلية لإنجلترا من «حمى المستنقعات» أو «الحمى الثلاثية» (tertian ague) كلمة (ague بالفرنسية مأخوذة من كلمة (acuta (febris اللاتينية التي كانت مستعمله في العصور الوسطى بمعنى الحمى الحادة، acute fever) يمكن مقارنتها بالوفيات التي تحدث في الدول الإفريقية جنوب الصحراء الكبرى اليوم. ولِد وليام شكسبير في بداية الفترة التي كانت باردة بصورة خاصة حتى أن علماء المناخ يسمونه «العصر الجليدي الصغير»، ومع ذلك كان على إدراكٍ كاف بويلات المرض حتى أنه ذكره في ثمانية من مسرحياته.
 تقر البيانات الحسابية الطبية وتقارير التشريح أن حمى الملاريا الثلاثية تسببت في وفاة أربعة أعضاء من عائلة طبية بارزة في فلورنسا . تم تأكيد هذه الإدعاءات باستخدام المنهجيات الحديثة.

لم يتم ذكر الملاريا في «الكتب الطبية» للمايا أو الأزتيك. من المحتمل أن من أحضر الملاريا إلى الأمريكيتين هم المستوطنون الأوروبيون وعبيدهم من غرب أفريقيا في القرن السادس عشر.
 في الكتاب 1793:اكتشاف كولمبوس للعالم الجديد، يستشهد المؤلف تشارلز مان بمصادر تتكهن بأن السبب الذي جعلهم يحضرون العبيد الأفارقة إلى البريطانيين في الأمريكيتين كان لأنهم يملكون مناعة ضد الملاريا. وأن بريطانيا لم يكن بها الكثير من العبيد بل كان هناك عدد كبير من العاطلين عن العمل والذين كان يمكنهم الذهب للعمل كخدم بعقد مؤقت في الأمريكيتين. لم تفارق أوليات (protozoa) الملاريا المنطقة فوق خط ماسون ديكسون، وأثبت الموظف بعقد والمتحدث الإنجليزية أنه أكثر نفعاً حيث أنه سيعمل لأجل حريته وهذا جعله يعمل مع وجود رقابة وعنف أقل. مع انتشار الملاريا، أصبحت مناطق مثل شاطئ بحر فيرجينيا وجنوب كارولينا، والتي كانت مسكونة من قبل بذوي البشرة البيضاء من البشر، موبوءه بالملاريا. كان مالكو الأراضي في موقفٍ ضعيف من قِبَل زارعي الأراضي حيث أنهم سيخاطرون بحدوث انهيار اقتصادي كامل عندما يمرض هؤلاء، ولذلك اعتمد زارعي الأراضي على العبيد من غرب أفريقيا الذين يمتازون بمناعتهم ضد الملاريا. كانت الملاريا السبب في حدوث خسائر فادحة للقوات البريطانية في الجنوب أثناء الحرب الثورية وكذلك للقوات المتحدة أثناء الحرب أهلية. كما قامت بإضعاف سكان أمريكا الأصليين وجعلتهم عرضه لأمراض أخرى.

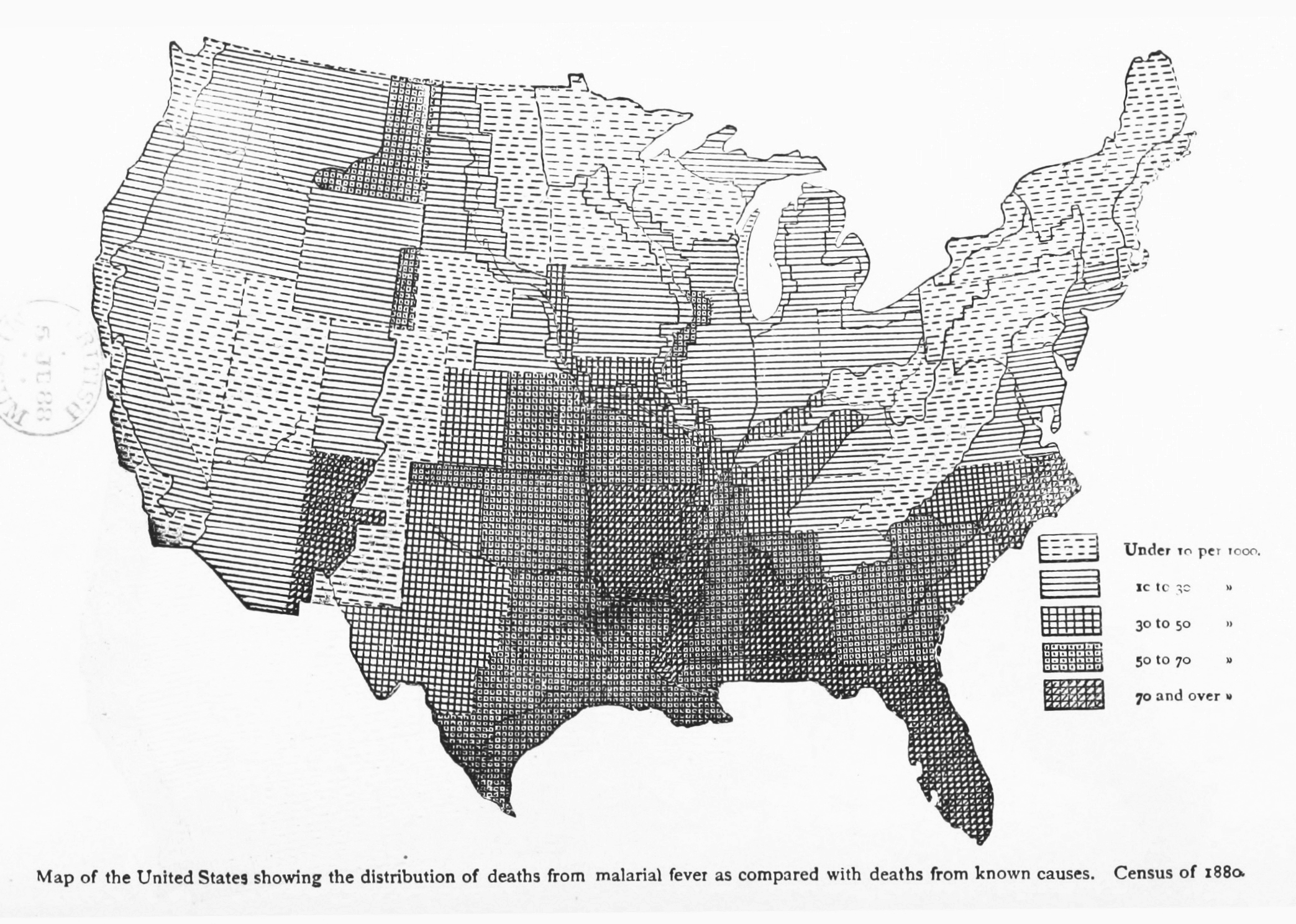
خريطة للولايات المتحدة تظهر توزيع الوفيات من الملاريا.إحصاء سكاني لعام .1880.

تم تطوير أول الأدوية المستخدمة في علاج الملاريا في القرن التاسع عشر، وكذلك تم التعرف على الطفيليات لأول مرة كمصدر للملاريا.

1. 
2. 

1. 
2. 
3. 
4. 
5. 
6. 
7. 
8. 
9. 
10. 
11. 
12. 
13. 
14. 
15. 
16. 
17. 
18. 
19. 
20. 
21. 
22. 
23. 
24. 
25. 
26. 
27. 
28. 
29. 
30. 
31. 
32. 
33. 
34. 
35. 
36. 
37. 
38. 
39. 
40. 
41. 
42. 
43. 
44. 
45. 
46. 
47. 
48. 
49. 
50. 
51. 
52. 
53. 
54. 
55. 
56. 
57. 
58. 
59. 
60. 
61. 
62. 
63. 
64. 
65. 
66. 
67. 
68. 
69. 
70. 
71. 
72. 
73. 
74. 
75. 
76. 
77. 
78. 
79. 
80. 
81. 
82. 
83. 
84. 
85. 
86. 
87. 
88. 
89. 
90. 
91. 
92. 
93. 
94. 
95. 
96. 
97. 
98. 
99. 
100. 
101. 
102. 
103. 
104. 
105. 
106. 
107. 
108. 
109. 
110. 
111. 
112. 
113. 
114. 
115. 
116. 
117. 
118. 
119. 
120. 
121. 
122. 
123. 
124. 
125. 
126. 
127. 
128. 
129. 
130. 
131. 
132. 
133. 
134. 
135. 
136. 
137. 
138. 

- Packard RM (2007). The Making of a Tropical Disease: A Short History of Malaria. Johns Hopkins Biographies of Disease. JHU Press. ISBN 978-0-8018-8712-3.
- Shah S (2010). The Fever: How Malaria Has Ruled Humankind for 500,000 Years. Macmillan. ISBN 978-0-374-23001-2. excerpt and text search

- Alphonse Laveran Nobel Lecture: Protozoa as causes of disease
- Paul H Müller Nobel Lecture 1948: Dichloro-diphenyl-trichloroethane and newer insecticides
- Ronald Ross Nobel Lecture
- Julius Wagner-Jauregg Nobel Lecture: The Treatment of Dementia Paralytica by Malaria Inoculation
- Grassi versus Ross: Who solved the riddle of malaria?
- Malaria and the Fall of Rome
- Malaria Around the North Sea
- Malariasite: History
- Centers for Disease Control: History of Malaria

#### أزرق الميثيلين

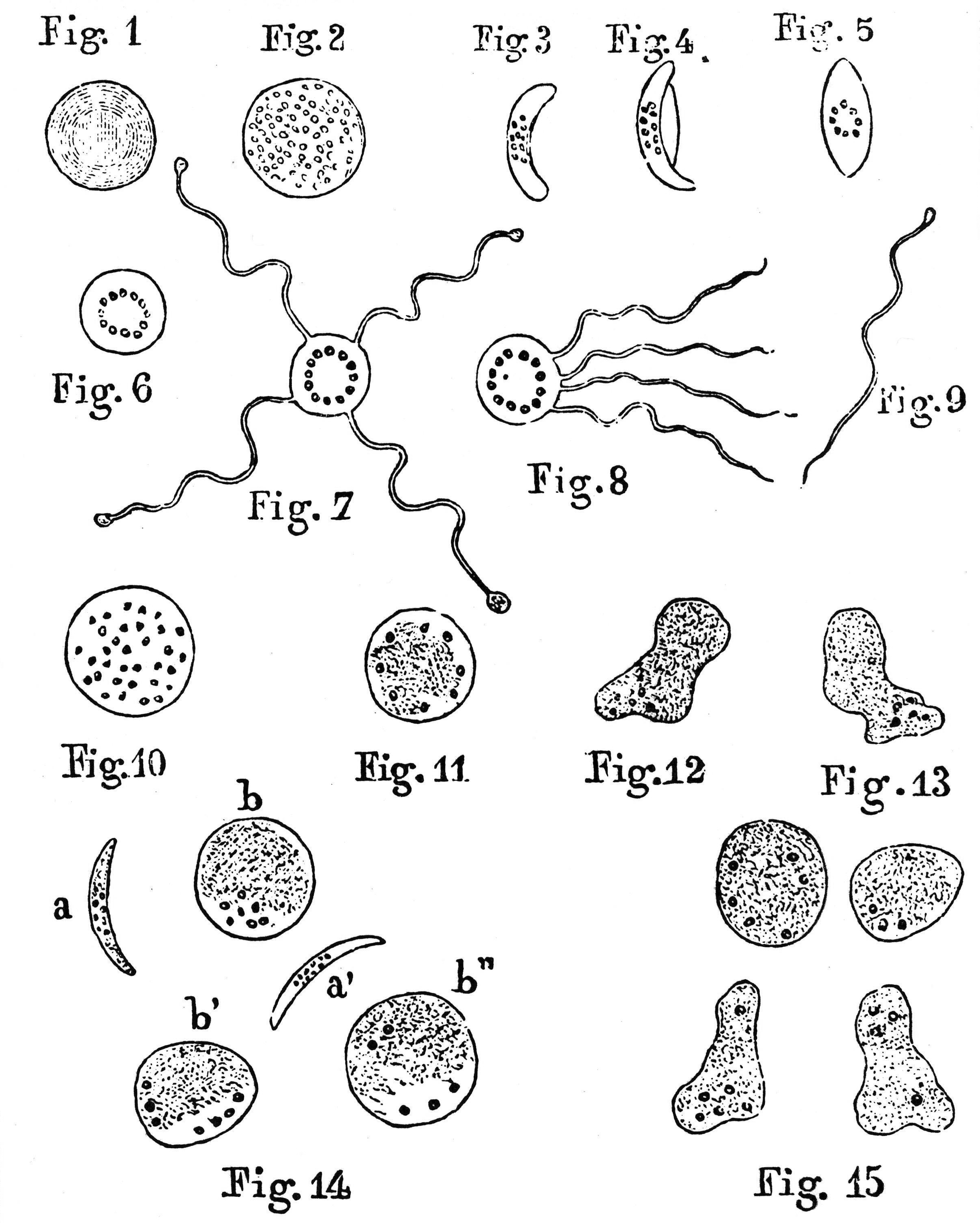
عام 1880, لاحظ شارل لويس ألفونس لافران طفيليات ذات صبغة وكذلك التسوط الخارجي للخلية المشيجة الذكرية.

### السبب: التعرف على المتصورة والأنوفيلس

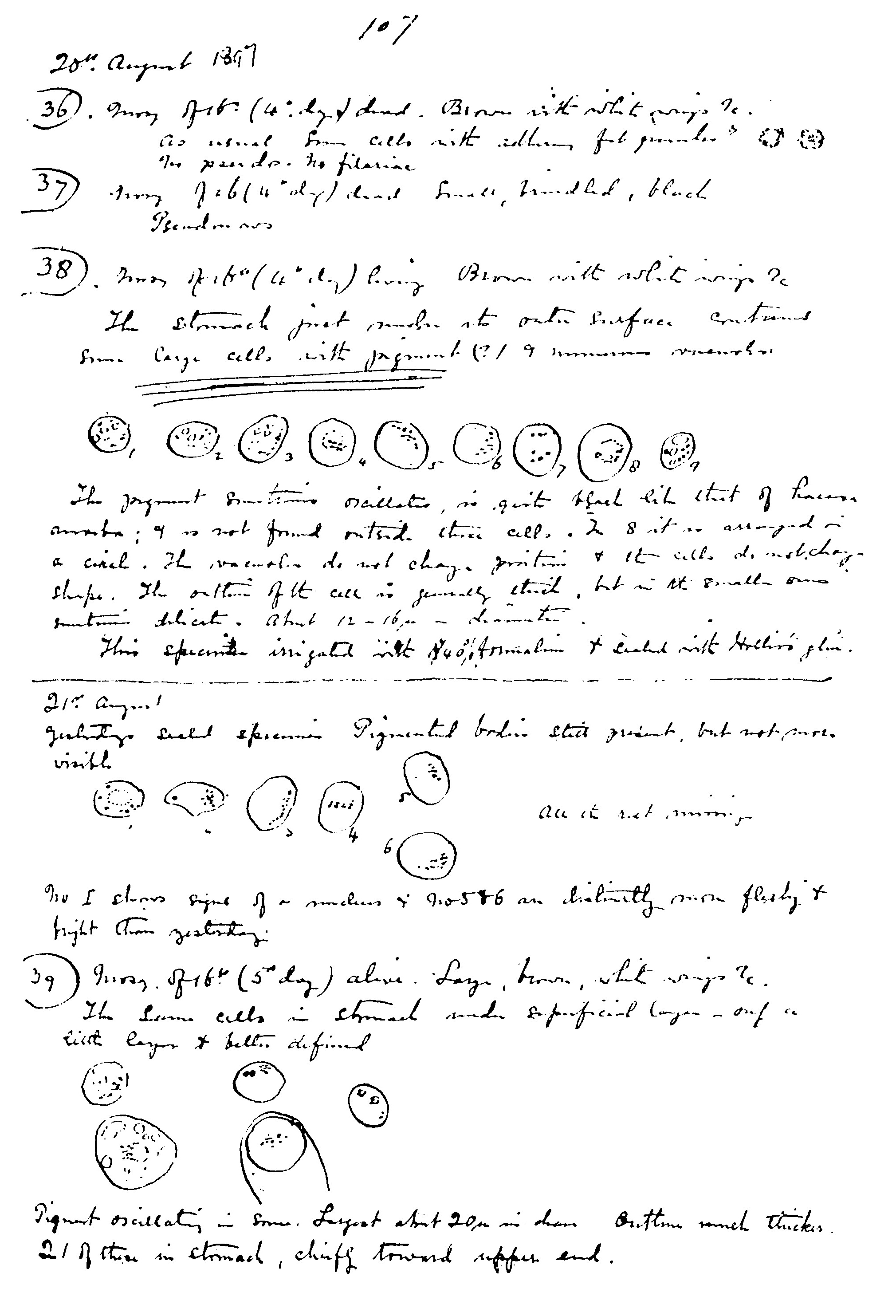
الدفتر الذي وصف فيه رونالد روس طفيليات الملاريا المصبوغة في نسيج معدة بعوضة الأنوفيلس، 20 و21 من شهر أغسطس لعام 1897

#### الكلوروكين

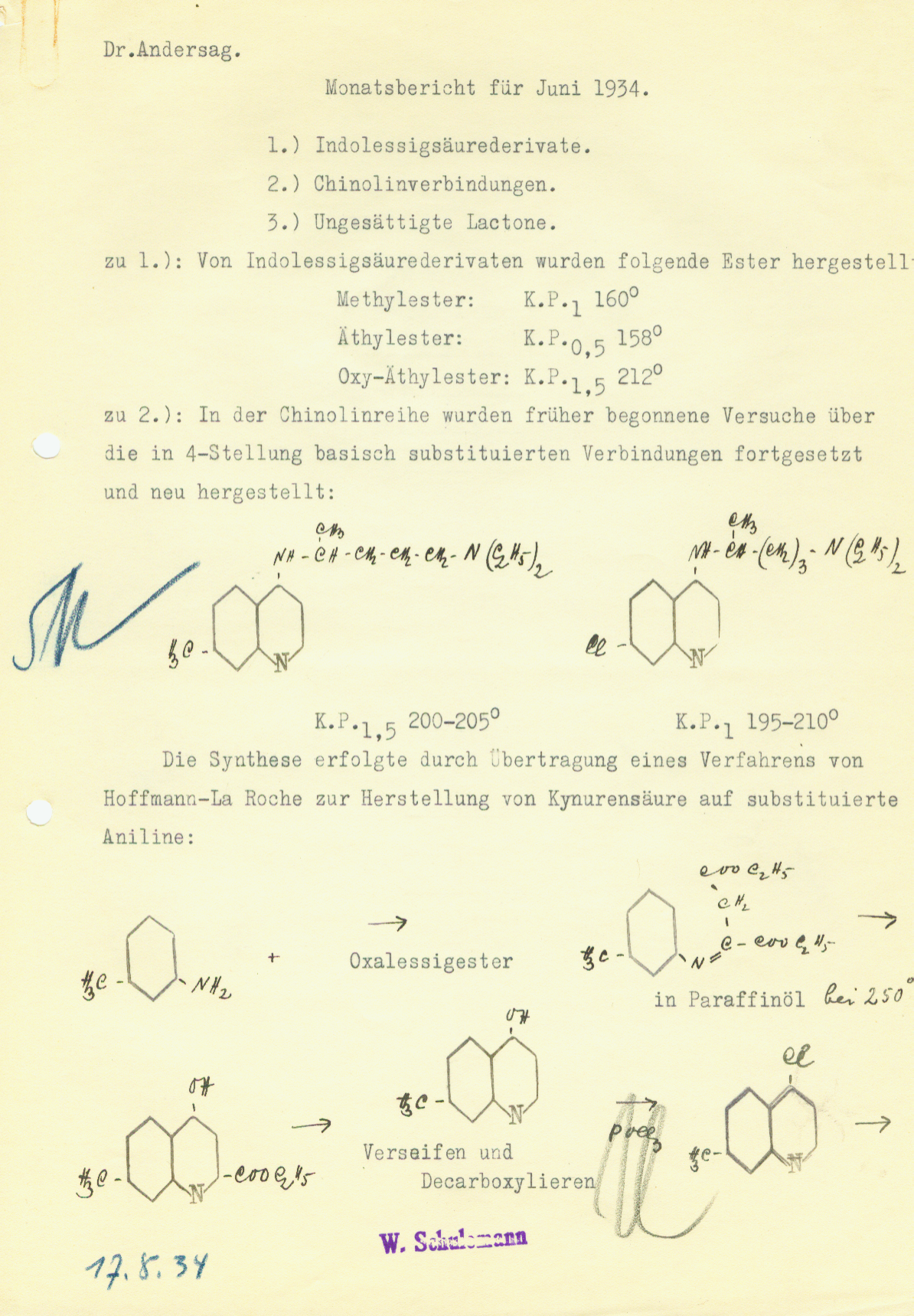
بروتكول تصنيع الريسوشين، هانز أندرساغ, 1934

#### الأرتيميسينين

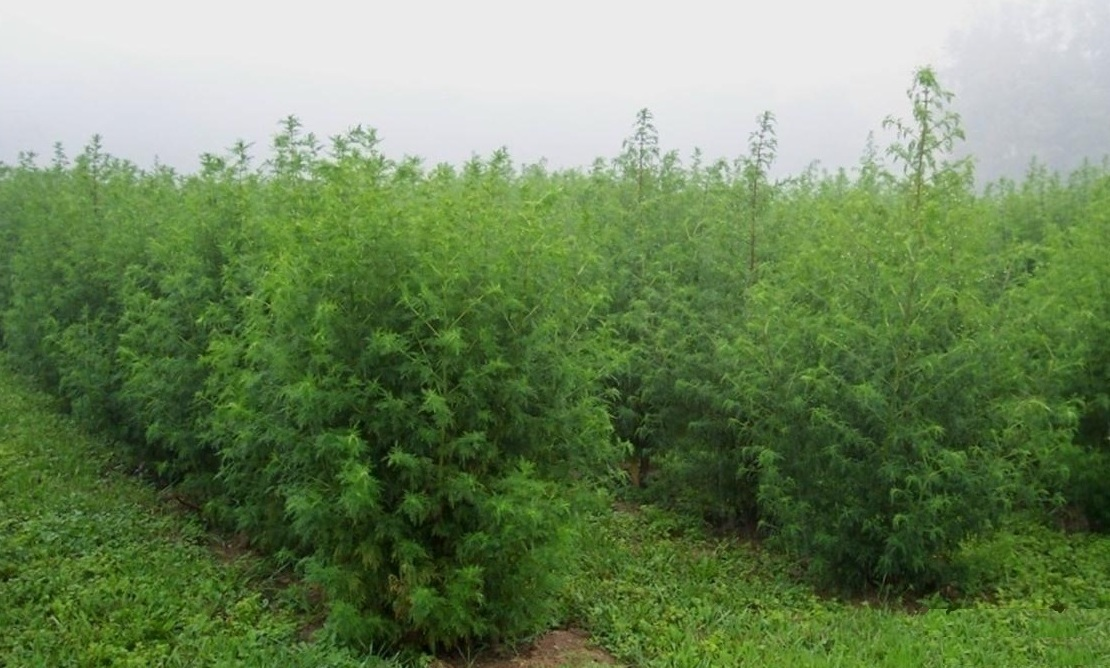
الشيح الحولي يزرع كمحصول حقلي في فيرجينيا الغربية لأجل إنتاج الأرتيميسينين، 2005